# Grizzly (comics)
Pour l’article homonyme, voir Grizzly (homonymie).
Grizzly est le nom de quatre personnages distincts appartenant à l'univers de Marvel Comics.
- le premier était un bandit de l'Ouest sauvage, apparu pour la première fois dans Rawhide Kid vol.4 #40 en 1964 ;
- le second était un agent de l'A.I.M, apparu pour la première fois dans Captain America vol.1 #120 en 1969 ;
- le troisième est un super-vilain, apparu pour la première fois dans Amazing Spider-Man #139 en 1974 ;
- le quatrième était un mutant, apparu pour la première fois dans X-Force #8 en 1992.

## Grizzly III, adversaire de Spider-Man
Le troisième Grizzly était le catcheur Maxwell Markham. Jugé trop violent, il fut radié de sa fédération après un article de J. Jonah Jameson. Dix ans plus tard, le Chacal l'équipa d'un costume et d'un harnais de force. Il voulut se venger de Jameson mais fut arrêté par Spider-Man.
Il rejoint ensuite la Légion des Losers, comprenant le Gibbon, la Tache et le Kangourou. Mais dans leur alliance, le Gibbon et lui furent surpris de voir leurs deux autres partenaires voler des banques plutôt que de se venger de Spider-Man. Ils capturèrent Spider-Man mais le relâchèrent car c'était un justicier. Ils firent même équipe avec lui contre le Lapin Blanc qui braquait une banque.
Au Bar-sans-nom, il échappa à la mort lors de la veillée funèbre en l'honneur de l'Homme aux échasses, quand le Punisher empoisonna tous les clients et incendia le bâtiment.
On le revit bien plus tard prisonnier (avec d'autres super-vilains) du fils de Kraven le chasseur, dans un bateau aménagé en ménagerie. Il réussit à s'en échapper grâce à l'intervention du Punisher.
Quand Norman Osborn prit le contrôle de la sécurité nationale, Markham fut recruté comme homme de main assermenté. Il lui fit plus tard rejoindre les Thunderbolts.

### Pouvoirs
- Markham utilise un harnais augmentant sa force jusqu'à un niveau surhumain. Il peut soulever quelques tonnes.
- C'est un bon lutteur.

## Grizzly IV, mercenaire du Six-Pack
Theodore Wyatt Winchester faisait partie du Six Pack de Cable, un groupe de mercenaires, sous le nom de code de Grizzly.
Il fit partie de Weapon Prime pendant un temps.
Des années plus tard, Domino fut obligé de le tuer, car il avait été mentalement contrôlé par Genesis pour devenir un tueur fou.

### Pouvoirs
- Grizzly semblait être un mutant, mais ce n'est pas certifié. Sa peau était rouge et couverte de poils.
- Sa force et sa résistance dépassaient grandement les standards humains, et ses doigts se terminaient en courtes griffes.